# Henry Boardman Conover
Henry Boardman Conover (Chicago in de Verenigde Staten, 18 januari 1892 – Chicago, 5 mei 1950) was een Amerikaanse jager, ingenieur, militair en amateurornitholoog. Hij werd vooral bekend om zijn publicaties over hoenderachtigen en de Catalogue of birds of the Americas.

## Biografie
De naam Conover is een verbastering van de Nederlandse familienaam Van Couwenhoven, die behoorde tot de kolonisten uit de 17de eeuw. Hij was de zoon van een rijke zakenman uit Chicago. Hij studeerde weg- en waterbouw aan de Sheffield Scientific School, verbonden aan de Yale-universiteit en werkte tussen 1912 en 1914 als ingenieur in Pittsburgh (Pennsylvania). Gedurende de Eerste Wereldoorlog was hij officier bij de veldartillerie van de Amerikaanse krijgsmacht en diende hij in Frankrijk.
Als kleine jongen was hij al geïnteresseerd in dieren en het verzamelen van vogeleieren. Toen hij 12 jaar werd kreeg hij een jachtgeweer en leerde jagen volgens de regels. Zijn hele leven bleef hij een verwoed jager en verzamelaar van jachttrofeeën. Waarschijnlijk in 1919 ontmoette hij de dierkundige Dr Wilfred Hudson Osgood, conservator van de afdeling zoogdieren van het Field Museum of Natural History in Chicago. Van hem leerde hij om zijn hobby minder als jager en meer als natuurhistorisch onderzoeker te bedrijven. In 1920 ging hij met Osgood mee naar Venezuela. Omdat hij over voldoende financiële middelen beschikte, ging hij daarna voor het museum mee op meer wetenschappelijke expedities om vooral vogels te verzamelen. In 1922 bezochten zij Chili en Argentinië. In 1924 verbleef hij gedurende het voorjaar en de zomer in Alaska. In 1926 reisde Conover naar Oost-Afrika. Na 1924 raakte hij in formele zin verbonden aan het museum als lid voor het leven en in 1936 als onderzoeker bij de afdeling vogels. Daarnaast was hij lid van belangrijke dierkundige verenigingen in Chicago.  Conover was 'junior author' van de vier laatst gepubliceerde delen van Hellmayr's monumentale Catalogue of birds of the Americas and adjacent Islands. Drie ervan werden lang na Hellmayrs dood pas gepubliceerd (1948-1949).
Conover stierf in 1950 op 58-jarige leeftijd. De reizen door landen met verschillend klimaat hadden een slechte invloed gehad op zijn toch al niet zo goede gezondheid.

## Zijn nalatenschap
In 1927 bevatte zijn verzameling 6000 specimens van 700 verschillende soorten. Bij zijn overlijden was de collectie 18.000 specimens; deze collectie werd aan het museum geschonken. Conover schreef bijna 40 publicaties, zowel over zijn reizen als beschrijvingen van vogelsoorten, waaronder de zwarte tinamoe (Tinamus osgoodi) en 1 soort samen met Carl Eduard Hellmayr: de roodmaskersjakohoen (Penelope dabbenei), daarnaast nog ongeveer 20 ondersoorten.

### Publicaties (selectie)
- A new pigeon from Colombia
- A new species of Tinamus from Peru
- A study of the torrent ducks
- Catalogue of birds of the Americas
- Game birds from Northwestern Venezuela
- Notes on some neotropical hawks
- The north Pacific allies of the purple sandpiper

- Gemeinsame Normdatei: 133938638
- International Standard Name Identifier: 0000 0000 4691 7106
- Library of Congress Control Number: no2003063442
- Nederlandse Thesaurus van Auteursnamen: 10751477X
- Virtual International Authority File: 217601095
- WorldCat: E39PBJyxmCfWhDfbBWMKpHPfbd